# Wahlstorf (Holstein)
Wahlstorf település Németországban, Schleswig-Holstein tartományban. Lakosainak száma 434 fő (2023. december 31.).

## Népesség
A település népességének változása:
| Lakosok száma | 437  | 464  | 470  | 447  | 456  | 434  |
|               | 1975 | 2017 | 2019 | 2021 | 2022 | 2023 |